# Velička (Morava)
La Velička est une rivière de Tchéquie de 40 km de long qui coule dans la région de Moravie-du-Sud. Elle est un affluent de la Morava et donc un sous-affluent du Danube.